# 柯尼赛格One:1
科尼賽克One:1（瑞典語：Koenigsegg One:1）是一款由瑞典科尼賽克公司设计和生产的中置引擎超級跑车。该车基于科尼賽克Agera R平台重新打造，并于2014年3月的日内瓦车展首次展出。科尼賽克One:1限量生产7台，车展之后不久便已售罄。
车重仅为1360公斤的科尼賽克One:1拥有1360匹马力，该车的马力重量比达到公斤一匹，车名中的“One:1”便来源于此。与科尼賽克之前的车型相比，厂商在车型的空气动力学上做出了较大改进，使得该车更加侧重于赛道表现。

## 技术参数和性能

### 引擎和传动
One:1搭载了一台科尼賽克自主研制的5.0公升双涡轮增压V形8缸发动机，使其可在7,500转/分钟的转速下提供1360匹马力的最大功率，并在6,000转/分钟时输出1371牛頓·公尺的最大扭矩。碳纤维进气歧管和铝制结构使得发动机的重量保持在197公斤。传动方面，该车使用了一款7速双离合变速器，并配备了换挡拨片。

### 性能
科尼賽克宣称One:1極速达到了每小时455公里（284 mph），但這項數據並沒有獲得官方認證，使其從2014年起取代布加迪Veyron（Bugatti Veyron）成为史上最快量产车。
- 0–400 km/h (0-249 mph) 约10秒
- 刹车距离 100-0 km/h (62-0 mph) 28公尺